# Yasuharu Nakajima
Yasuharu Nakajima (jap. 中島 康晴, Nakajima Yasuharu; * 27. Dezember 1984) ist ein japanischer Radrennfahrer.
Yasuharu gewann während seiner Karriere verschiedene Wettbewerbe des der UCI Asia Tour. Zu seinen größten Erfolgen gehören die beiden Gesamtwertungssiege der Tour of Thailand 2014 und 2015 und der Etappensieg bei der Tour of Hainan 2011, einem Etappenrennen der hors catgeorie.

## Erfolge
2009
- Kumamoto International Road Race

2011
- eine Etappe Tour de Singkarak
- eine Etappe Tour of Hainan

2012
- eine Etappe Tour de Singkarak

2014
- Gesamtwertung Tour of Thailand
- eine Etappe Tour of East Java

2015
- Gesamtwertung Tour of Thailand

2018
- Gesamtwertung und eine Etappe Sri Lanka T-Cup

2019
- Punktewertung Tour de Taiwan

## Teams
- 2007 Nippo Corporation-Meitan Hompo
- 2008 Meitan Hompo-GDR
- 2009 EQA-Meitan Hompo-Graphite Design
- 2010 Team Nippo
- 2011 Aisan Racing Team
- 2012 Aisan Racing Team
- 2013 Aisan Racing Team
- 2014 Aisan Racing Team
- 2015 Aisan Racing Team
- 2016 Aisan Racing Team
- 2017 Kinan Cycling Team
- 2018 Kinan Cycling Team
- 2019 Kinan Cycling Team